# Open Plaques
Open Plaques (en español: Placas Abiertas) es un proyecto comunitario basado en la web que cataloga, conserva y promueve placas conmemorativas y marcadores históricos (a menudo azules y redondos) instalados en edificios y lugares emblemáticos de todo el mundo. Los datos y los recursos generados por el proyecto son de uso libre bajo una declaración de dominio público.
Además de mostrar dónde se encuentran, Open Plaques identifica a las personas conmemoradas en ellas, por qué son notables y cuál es su conexión con el lugar donde está instalada su placa.